# Micigliano
Micigliano es una localidad italiana de la provincia de Rieti, región de Lacio, con 146 habitantes.

## Evolución demográfica
| Gráfica de evolución demográfica de Micigliano entre 1861 y 2001 |
|                                                                  |
| Fuente ISTAT - Elaboración gráfica por parte de Wikipedia        |